# Betty Clark
Pauline Betty Clark, coniugata Claussen (Le Claire, 22 ottobre 1931 – Pleasant Valley, 7 maggio 2012), è stata una cestista statunitense.

## Carriera
Ha giocato a livello di college alla Iowa Wesleyan University. Vinse la medaglia d'oro con gli Stati Uniti ai Campionati del mondo del 1953, segnando 6 punti in 5 partite.